# Stylogaster rafaeli
Stylogaster rafaeli är en tvåvingeart som beskrevs av Camras och Parrillo 1996. Stylogaster rafaeli ingår i släktet Stylogaster och familjen stekelflugor. Artens utbredningsområde är Brasilien. Inga underarter finns listade i Catalogue of Life.